# Gildo Bartocci
Pour les articles homonymes, voir Bartocci.
Gildo Bartocci, né en 1925 dans la Province de Pérouse et mort en 1984 à Bruxelles, est un sculpteur, céramiste et graveur italien.

## Biographie
Gildo Bartocci naît en 1925 à Pérouse ou sur l'Île Majeure.
Engagé dans la marine italienne, il arrive en Belgique en 1948 et s'inscrit à l'Académie royale des beaux-arts de Bruxelles où il suit les cours de Jacques Moeschal.
Dès 1962, il collabore avec Olivier Strebelle, en particulier pour la sculpture du cheval Bayard à Namur où il réalise les éléments de céramique. Vers le milieu des années 1960, il s'intéresse au monotype, qui devient son médium de prédilection dans un style abstrait se rapprochant du brutalisme.
Gildo Bartocci meurt en 1984 à Bruxelles.
Plusieurs expositions l'ont consacré telle la rétrospective monographique du Château du lac à Genval en 1987.